# Cucuteni
Cucuteni là một làng tại judeţ (quận) Iaşi, România, có dân số 1.368 người (năm 2007). Nó nằm cách thành phố Iaşi khoảng 45 km về phía tây và khoảng 10 km từ thị trấn Târgu Frumos theo hướng tây bắc. Tên gọi của làng này có nguồn gốc từ tiếng România "cucută", nghĩa là độc cần (Conium spp.).
Làng này đáng chú ý vì vào năm 1884, tại đồi Cetăţuiei người ta đã tìm thấy một số cổ vật của nền văn hóa cổ đại gọi là văn hóa Cucuteni.
Trong làng này hiện nay có một viện bảo tàng trưng bày các cổ vật của nền văn hóa Cucuteni và một nhà thờ được xây dựng từ thế kỷ 15 trong thời kỳ trị vì của Ştefan cel Mare.